# دیکتاتوری پرولتاریا

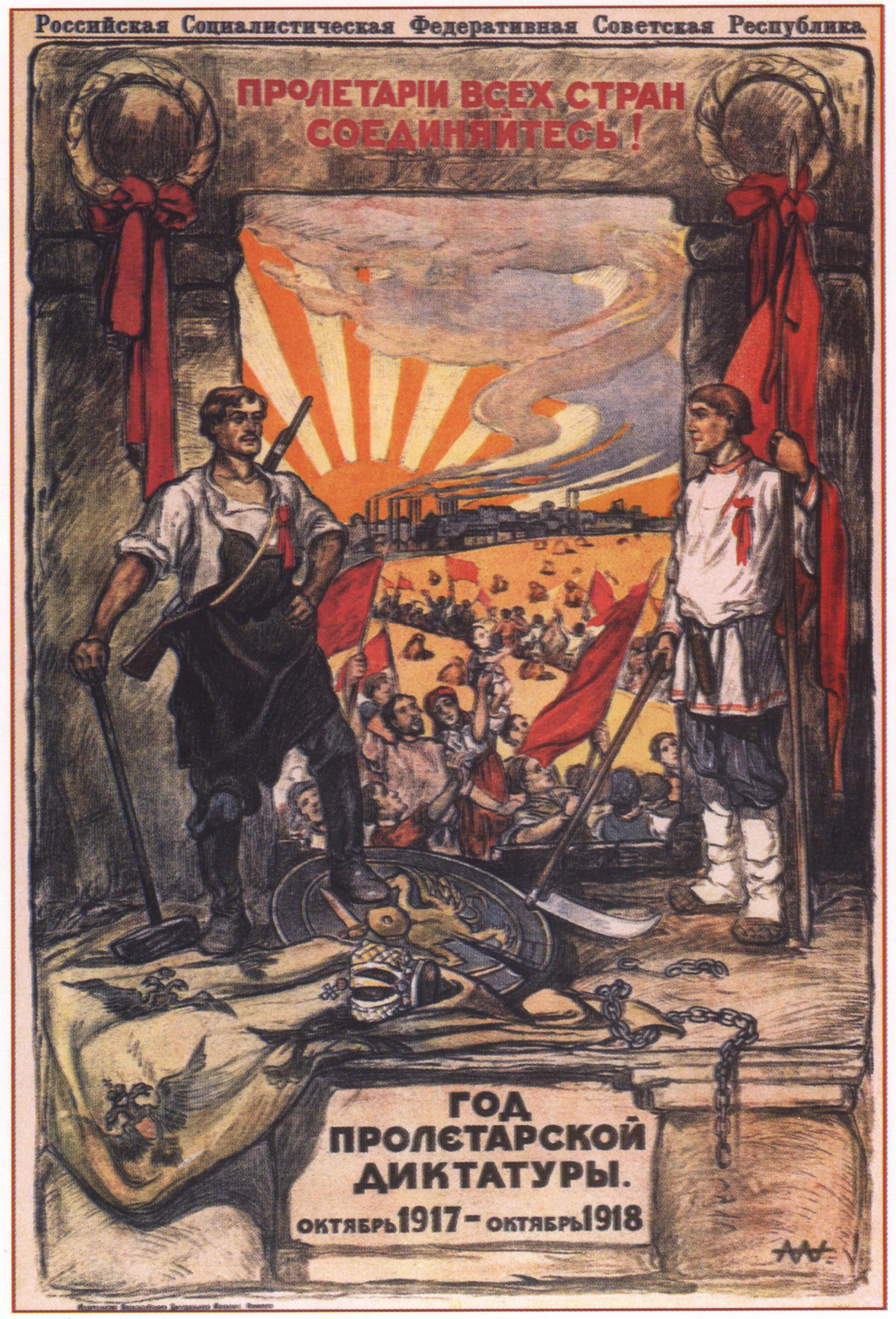
پوستر اولین سالگرد انقلاب اکتبر، باعنوان دیکتاتوری پرولتاریا - ۱۹۱۸

استبداد پرولتاریا یا دیکتاتوری پرولتاریا، اصطلاحی مارکسیستی است که برای اولین بار به سال ۱۸۷۵ توسط کارل مارکس و در کتاب «نقد برنامه گوتا» ظاهر شد. مارکس این عبارت را در برابر «دیکتاتوری بورژوازی» به کار می‌برد و می‌گوید که جوامع دموکراتیک حال حاضر، جز دیکتاتوریِ طبقه متوسط، قانون‌گذار و مالک چیز دیگری نیستند. دیکتاتوری پرولتاریا حکومت دورهٔ انتقالی بین جامعهٔ سرمایه‌داری و جامعهٔ کمونیستی است. دوره‌ای که به روایت مارکس «در آن دولت نمی‌تواند چیزی جز دیکتاتوری انقلابی پرولتاریا باشد.» منظور از این اصطلاح تمرکز قدرت در دست پرولتاریا و حمایت بی چون و چرا از طبقات پایین، کارگران و کشاورزان است. در عین حال که از خرده زمین‌دارانی که روی زمین خود کار می‌کنند (و استثمارکننده یا اجاره دهنده نیستند) نیز حمایت شود. این معنای غالبی نیست که از «دیکتاتوری» برداشت می‌شود. محمدرضا نیکفر فیلسوف سیاسی معتقد است که معنی دیکتاتوری پرولتاریا در ادبیات مارکس به هژمونی طبقه کارگر دلالت دارد و نه مفهوم دیکتاتوری در ادبیات سیاسی امروزی. مارکس و همچنین لنین، دولت کمون پاریس را اولین دیکتاتوری پرولتاریای جهان می‌دانند.